# Hédi Berkhissa
Hédi „Balha“ Berkhissa (arabisch الهادي بالرخيصة al-Hādī bar-Rḫīṣa; * 28. Juni 1972 in Remla, Gouvernement Sfax, Tunesien; † 4. Januar 1997 im Stade Chedli Zouiten in Tunis, Gouvernement Tunis, Tunesien) war ein tunesischer Fußballspieler, der als Verteidiger für Espérance Tunis und die Tunesische Fußballnationalmannschaft spielte.

## Leben
Berkhissa wurde auf den Kerkenna-Inseln vor der Küste Tunesiens 1972 als Sohn eines tunesischen Vaters und einer algerischen Mutter geboren. Im Dezember desselben Jahres ging er mit seiner Familie nach Frankreich, um sich dort nieder zu lassen, kehrte jedoch sechs Jahre später zurück, um Arabisch zu lernen. Da er sich aber in Tunesien nicht zurechtfinden konnte, kehrte er wieder nach Frankreich zurück. Seit seinem 16. Lebensjahr lebte er dann mit seiner Familie dauerhaft in Tunesien. Da er in Frankreich Fußball gespielt hatte, schloss er sich auch hier einer lokalen Mannschaft in der Hauptstadt an, dem Espérance Tunis.

## Karriere
Berkhissa hatte sein erstes Spiel für Espérance Tunis, als er 18 Jahre alt war. Insgesamt machte Berkhissa 98 Ligaspiele für den Verein und erzielte 9 Tore. Er hatte auch 13 Spiele im Coupe de Tunisie und trat 24 mal in afrikanischen Vereinswettbewerben auf. Er erzielte 2 denkwürdige Tore in einem Spiel gegen die ägyptische Mannschaft Al Zamalek SC.

## Tod
Am 4. Januar 1997, in einem Freundschaftsspiel zwischen Espérance Tunis und der französischen Mannschaft Olympique Lyon im Stade Chedli Zouiten, hatte Berkhissa in den letzten Minuten des Spiels einen Herzinfarkt auf dem Feld und starb.

## Ehrungen und Errungenschaften
- 1995 wurde er zum tunesischen Spieler des Jahres gewählt
- 1995 wurde er zum arabischen Spieler des Jahres gewählt
- Er gewann den Championnat de Tunisie dreimal mit Espérance Tunis in den Jahren 1991, 1993 und 1994
- Er gewann den Coupe de Tunisie einmal mit Espérance Tunis im Jahr 1991
- Er gewann die CAF Champions League einmal mit Espérance Tunis im Jahr 1994
- Er gewann den CAF Super Cup einmal mit Espérance Tunis im Jahr 1995
- Er gewann den Arab Club Champions Cup mit Espérance Tunis im Jahr 1993
- Er gewann den Afro-Asien-Pokal mit Espérance Tunis im Jahr 1995
- Er gewann den Arabischen Super Cup mit Espérance Tunis im Jahr 1996
- Er war Finalist im Afrika-Cup mit Tunesien im Jahr 1996